# Piozzano
Piozzano est une commune italienne de la province de Plaisance, dans la région Émilie-Romagne.

## Administration
| Période                                  | Période | Identité | Étiquette | Qualité |
| ---------------------------------------- | ------- | -------- | --------- | ------- |
|                                          |         |          |           |         |
| Les données manquantes sont à compléter. |         |          |           |         |

### Hameaux
Groppo Arcelli, Vidiano Soprano, Pomaro, San Gabriele, San Nazaro, Monteventano, Montecanino, Canova.

### Communes limitrophes
Agazzano, Bobbio, Gazzola, Pecorara, Pianello Val Tidone, Travo.

## Personnalités
- Poggi La Cecilia Giuseppe, érudit et diplomate né à Piozzano.